# Бэйцзяо (аэропорт)
Лоянский аэропорт Бэйцзяо (кит. трад. 洛陽北郊機場, упр. 洛阳北郊机场), (ИАТА: LYA, ИКАО: ZHLY) — гражданский аэропорт, обслуживающий коммерческие авиаперевозки города Лоян (провинция Хэнань, Китайская Народная Республика).
В 2009 году Лоянский аэропорт Бэйцзяо занял четвёртое место среди всех аэропортов Китая по показателю количества взлётов и посадок воздушных судов в год. В аэропорту функционирует отдельный терминал, использующийся под нужды Китайского университета гражданской авиации.

## Авиакомпании и пункты назначения
В октябре 2011 года в Лоянском аэропорту Бэйцзяо работали следующие авиакомпании:.